# Chauselat
Chauselat est un constructeur automobile français.

## Production

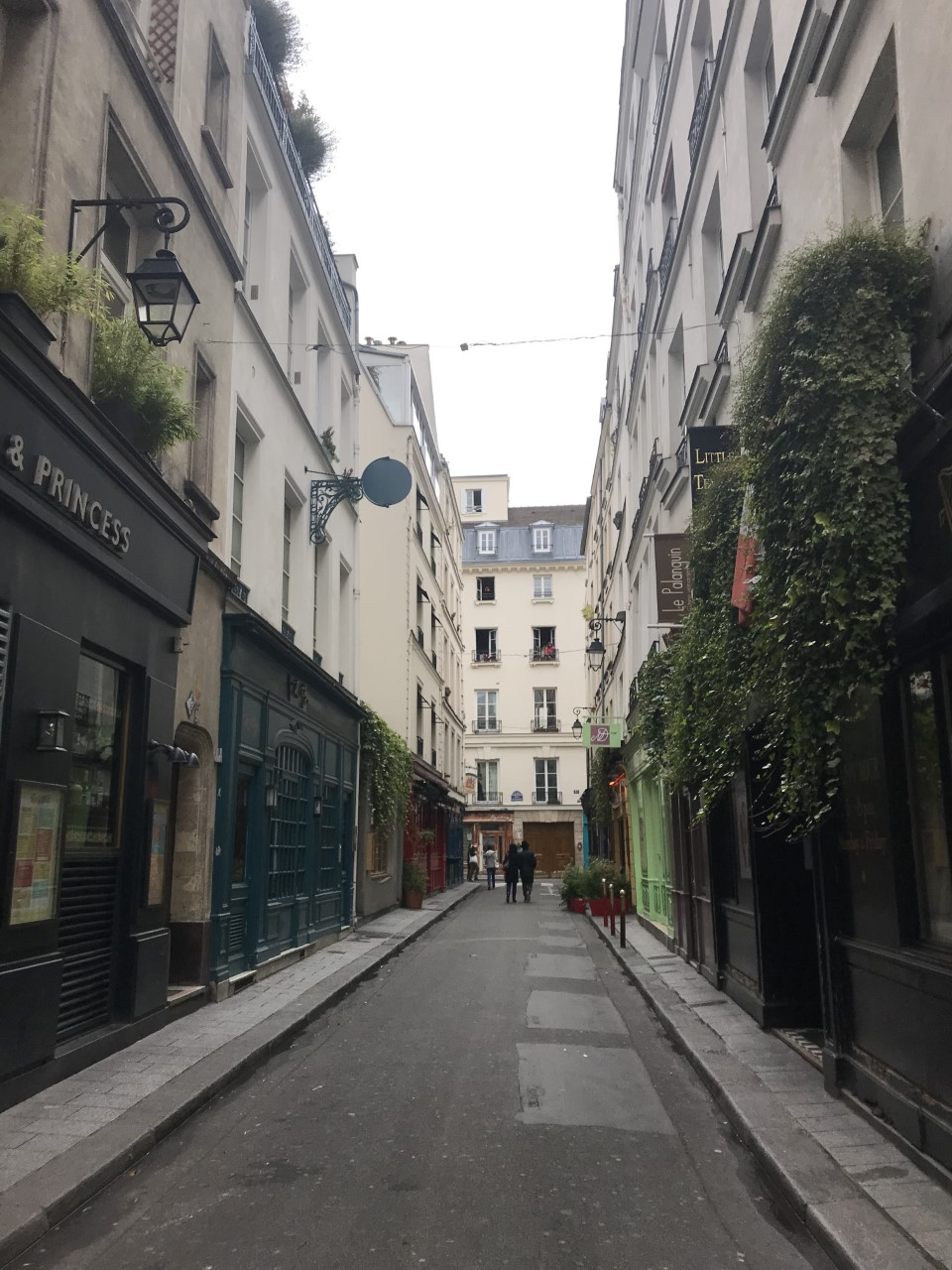
Rue Princesse à Paris.

L’entreprise basée à Paris a commencé à produire des automobiles en 1900. L’usine était située au 11, rue Princesse . J. Chausseur fabriquait des tricycles et des voiturettes à quatre roues à moteur à combustion ou, sur demande, à propulsion à vapeur dans la petite ruelle du centre-ville de Paris.